# Jacopo Polidori
Jacopo Polidori (5 de mayo de 1991) es un deportista italiano que compitió en tiro con arco, en la modalidad de arco compuesto. Ganó dos medallas de oro en el Campeonato Europeo de Tiro con Arco en Sala de 2017, en las pruebas individual y por equipo.

## Palmarés internacional
| Campeonato Europeo en Sala | Campeonato Europeo en Sala | Campeonato Europeo en Sala | Campeonato Europeo en Sala |
| Año                        | Lugar                      | Medalla                    | Prueba                     |
| -------------------------- | -------------------------- | -------------------------- | -------------------------- |
| 2017                       | Vittel (Francia)           | Medalla de oro             | Individual                 |
| 2017                       | Vittel (Francia)           | Medalla de oro             | Equipo                     |